# Johanniter-Krankenhaus Oberhausen
Koordinaten: 51° 30′ 34,6″ N, 6° 51′ 14,3″ O

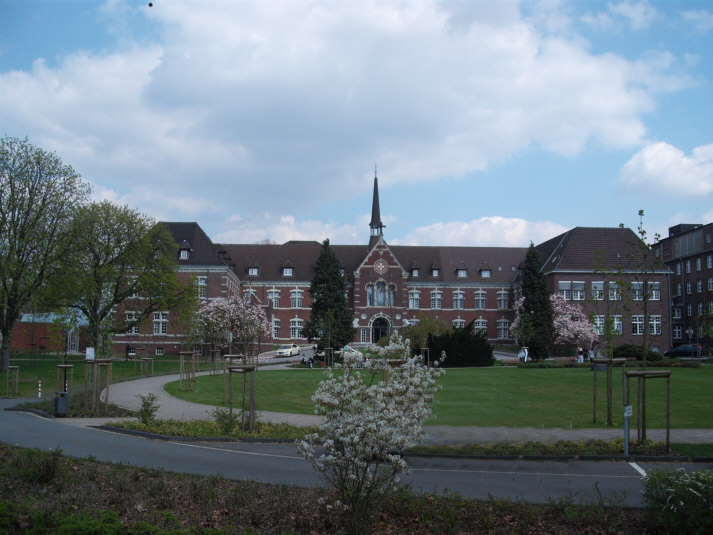
Ursprungsbau des Johanniter-Krankenhauses (2010)

Das Johanniter-Krankenhaus im Oberhausener Stadtbezirk Sterkrade ist eines von fünf Häusern des Evangelischen Klinikums Niederrhein.

## Geschichte
Das Krankenhaus wurde vom evangelischen Johanniterorden auf einem von der Gutehoffnungshütte zur Verfügung gestellten Gelände errichtet und 1895 eröffnet. Es war für zunächst 120 Betten ausgelegt und bestand aus einem Längsflügel mit drei Quertrakten. Der Entwurf stammte von den Berliner Architekten Heino Schmieden und Rudolph Speer, die bereits in ganz Deutschland Krankenhäuser gebaut hatten. Ab den 1940er Jahren wurde der Gebäudekomplex mehrfach erweitert.
Das Johanniter-Krankenhaus wurde vom RVR in die Themenroute Oberhausen: Industrie macht Stadt der Route der Industriekultur aufgenommen.

## Einrichtung
Gegenwärtig verfügt das Krankenhaus über 346 Betten und besteht aus folgenden Fachabteilungen:
- Klinik für Nephrologie / Dialyseabteilung,
- Klinik für Bronchial- und Lungenheilkunde,
- Klinik für Urologie,
- Klinik für Psychiatrie, Psychotherapie und Psychosomatik.

Weiterhin befinden sich am Standort:
- die Zentrale Abteilung für Anästhesiologie, Intensivmedizin und Notfallmedizin,
- die Zentrale Abteilung für Diagnostische und Interventionelle Radiologie,
- die Zentrale Abteilung für Diagnostische und Interventionelle Neuroradiologie,
- die Zentrale Abteilung für Laboratoriumsmedizin

des Klinikverbundes und das Johanniter-Haus, ein Pflegeheim für an Demenz erkrankte Senioren.